# 北篤
北 篤（きた あつし、1988年11月26日 - ）は、石川県小松市出身の元プロ野球選手（外野手、内野手）。右投左打。

## 来歴・人物

### プロ入り前
石川県立小松工業高校では1年秋からエースを務めた。最速145km/hのストレートにスライダー、カーブを投げる。投手でありながら高校通算32本塁打を記録した。
2006年のNPB高校生ドラフト会議で、横浜ベイスターズから投手として1巡目で指名。田中将大への重複指名に伴う抽選で交渉権を逃した末の再指名であったが、契約金7,000万円、年俸720万円（金額は推定）という条件で入団した。入団当初の背番号は43。

### 横浜・DeNA時代

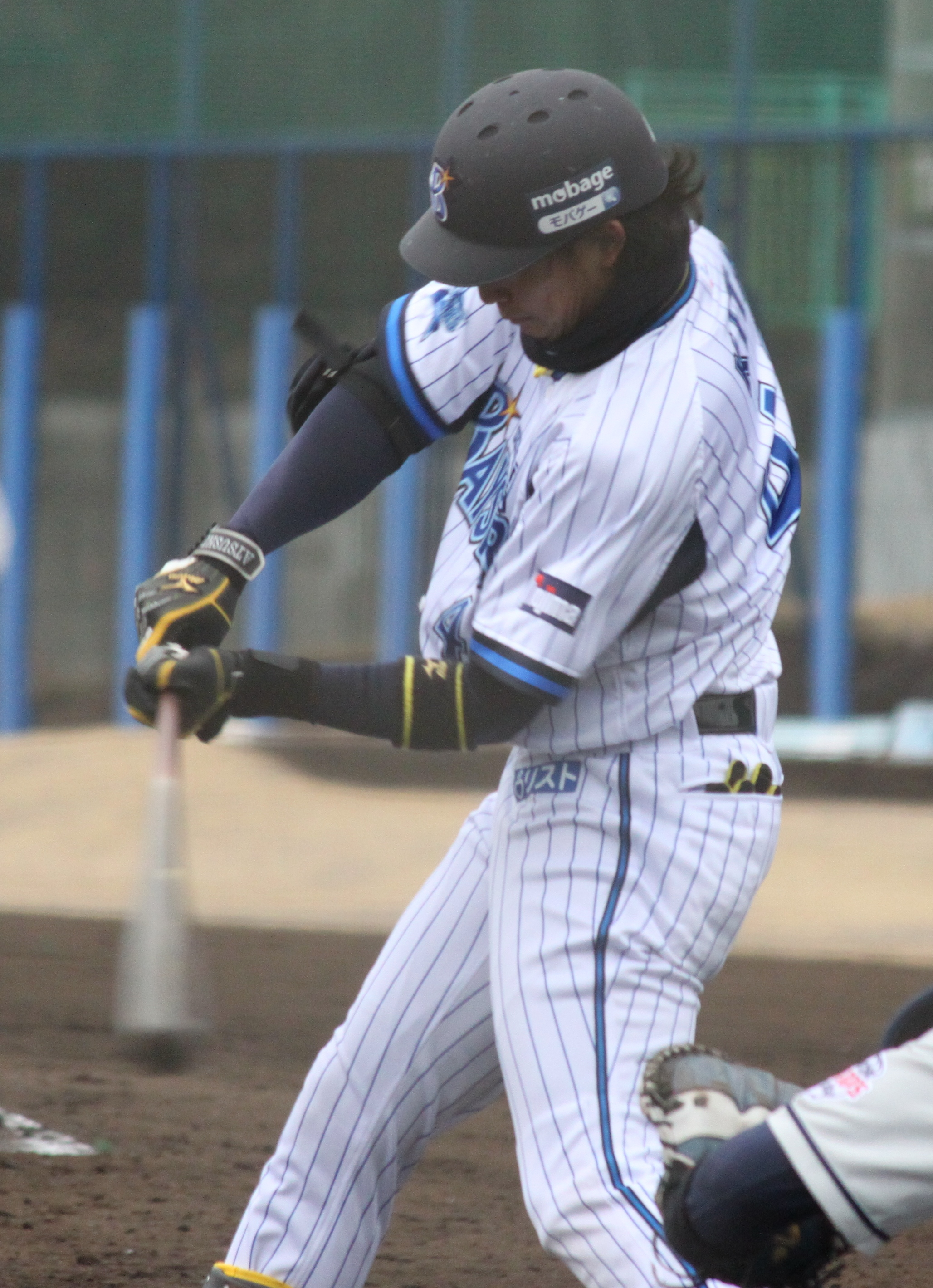
北のスイング
（2012年3月4日、横浜DeNAベイスターズ総合練習場）

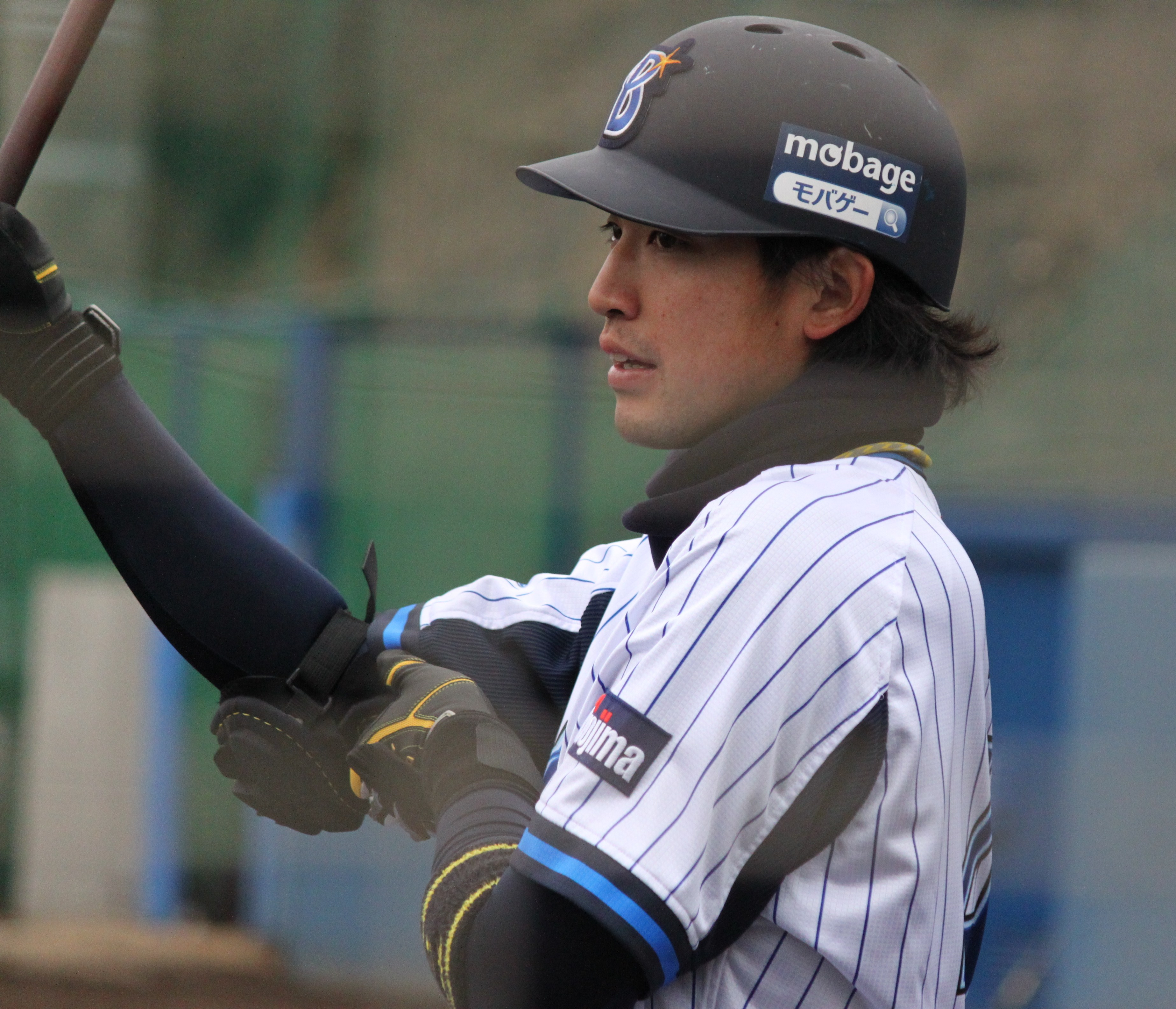
DeNA時代
（2012年3月4日、ベイスターズ球場）

2007年、当時「湘南シーレックス」と称していた二軍で、イースタン・リーグ公式戦17試合に登板。2勝4敗、防御率4.84という成績にとどまったが、対北海道日本ハムファイターズ戦では3イニングを投げて8奪三振を記録したこともあった。
2008年、春先に右肘の疲労骨折が判明したため、6月に手術を受けた。また、上記のように打撃面でも高い評価を受けていたことから、投手として一軍公式戦へ登板しないまま秋季キャンプから内野手へ転向した。
2009年、湘南の一員として、イースタン・リーグ公式戦92試合に出場。86試合で三塁を守ったほか、18個の犠打を記録するなど、器用な一面を見せた。また、札幌ドームで開かれたフレッシュオールスターゲームにも、同リーグ選抜の内野手としてプレー。実際には、運送業者の不手際によって湘南のユニフォームが札幌ドームに届かなかったため、同ドームが一軍の本拠地である日本ハムの練習用ユニフォームを借りて出場した。
2010年、イースタン・リーグ公式戦で筒香嘉智と並んでチームトップの102試合に出場すると、最終規定打席到達者として、リーグ2位の打率.320、リーグ3位（本塁打王を獲得した筒香に次いでチーム2位）の14本塁打という好成績を残した。守備面では、二塁と一塁を中心に守ったほか、外野の守備にも挑戦。9月25日には、対中日ドラゴンズ戦（横浜スタジアム）3回裏に、投手時代には経験できなかった一軍公式戦へのデビューを代打で果たした。一軍公式戦全体では、8試合の出場で打率.214にとどまったが、9月30日の対阪神タイガース戦（阪神甲子園球場）では「6番・左翼手」として初めてスタメンに起用。その一方で、当時27歳の女性と結婚すると、8月に第1子（長女）を授かった。
2011年、一軍の主軸打者だったターメル・スレッジの戦線離脱を機に出場選手登録を果たすと、8月23日の対広島東洋カープ戦（MAZDA Zoom-Zoom スタジアム広島）8回表の打席で、一軍公式戦の初打点を犠牲フライを記録した。一時はスタメンに名を連ねていたが、9月の登録抹消後は一軍から遠ざかったため、一軍公式戦への出場は12試合にとどまった。
2012年、春季キャンプ序盤の2月6日に、登録ポジションを外野手に変更。公式戦の開幕を初めて一軍で迎えたが、一軍公式戦への出場わずか2試合（1打席）でシーズンを終えた。

### 日本ハム時代
2012年11月15日に、土屋健二との交換トレードで北海道日本ハムファイターズへ移籍した。背番号は、交換相手の土屋が着用していた37。
2013年、一軍で迎えた春季キャンプ中の2月16日に、古巣・横浜DeNAベイスターズとの練習試合で、1回に左肩の関節を脱臼。後の診断で全治に4週間を要することが判明したため、公式戦の開幕に出遅れた。イースタン・リーグの公式戦では、44試合の出場で6本の本塁打を放つ一方で、打率が.206と低迷。結局、一軍公式戦への出場機会はなかった。
2014年、前年から一転して、一軍公式戦で自己最多の29試合に出場。打率が.275に達したほか、5月28日の対東京ヤクルトスワローズ戦（明治神宮野球場）9回表に一軍公式戦初本塁打をソロ本塁打で記録したことを皮切りに、2本の本塁打を放った。
2015年、一軍公式戦2試合に出場。唯一の打席で三振に倒れた一方で、代走として1得点を記録した。

### 巨人時代
2015年6月10日に、矢野謙次・須永英輝との交換トレードで、矢貫俊之と共に読売ジャイアンツへ移籍した。移籍を機に背番号66を着用したが、移籍後は一軍に上がることなくシーズンを終えた。
2016年、イースタン・リーグ公式戦で開幕直後から好調だったことを背景に、4月9日の対中日戦（ナゴヤドーム）で、「7番・左翼手」としてスタメンで移籍後初の一軍公式戦出場。一軍公式戦では自身2年振りの安打も放った。一軍では3試合の出場で5打数1安打、イースタン・リーグ公式戦では94試合の出場で打率.270、8本塁打、29打点を記録。シーズン終了後の契約交渉では、4月13日の出場選手登録抹消後に一軍から遠ざかったにもかかわらず、推定年俸850万円（前年から80万円増）という条件で契約を更改した。
2017年、イースタン・リーグ公式戦67試合の出場で、打率.275、5本塁打、28打点をマーク。しかし、一軍公式戦への出場機会がなかった。10月7日には、二軍のイースタン・リーグ優勝で臨んだ広島とのファーム日本選手権（宮崎サンマリンスタジアム）で、3点ビハインドの9回裏2死から代打に起用。しかし、二塁へのゴロでゲームセットを迎えると、試合後に球団から戦力外通告を受けた。11月24日に現役引退を表明。

### 現役引退後
巨人の球団職員に転身。2018年から2019年までは、自身と同じく戦力外通告を受けて現役を退いた藤村大介と共に、球団が運営する「ジャイアンツアカデミー」でコーチを務めた。
2024年現在は巨人広報部。

## 詳細情報

### 年度別打撃成績
| 年 度    | 球 団     | 試 合 | 打 席 | 打 数 | 得 点 | 安 打 | 二 塁 打 | 三 塁 打 | 本 塁 打 | 塁 打 | 打 点 | 盗 塁 | 盗 塁 死 | 犠 打 | 犠 飛 | 四 球 | 敬 遠 | 死 球 | 三 振 | 併 殺 打 | 打 率 | 出 塁 率 | 長 打 率 | O P S |
| -------- | --------- | ----- | ----- | ----- | ----- | ----- | -------- | -------- | -------- | ----- | ----- | ----- | -------- | ----- | ----- | ----- | ----- | ----- | ----- | -------- | ----- | -------- | -------- | ----- |
| 2010     | 横浜 DeNA | 8     | 14    | 14    | 0     | 3     | 0        | 0        | 0        | 3     | 0     | 0     | 0        | 0     | 0     | 0     | 0     | 0     | 6     | 0        | .214  | .214     | .214     | .428  |
| 2011     | 横浜 DeNA | 12    | 25    | 21    | 0     | 5     | 1        | 0        | 0        | 6     | 1     | 0     | 0        | 1     | 1     | 2     | 0     | 0     | 9     | 1        | .238  | .292     | .286     | .578  |
| 2012     | 横浜 DeNA | 2     | 1     | 1     | 0     | 0     | 0        | 0        | 0        | 0     | 0     | 0     | 0        | 0     | 0     | 0     | 0     | 0     | 1     | 0        | .000  | .000     | .000     | .000  |
| 2014     | 日本ハム  | 29    | 60    | 51    | 5     | 14    | 1        | 0        | 2        | 21    | 3     | 1     | 0        | 1     | 0     | 7     | 0     | 1     | 17    | 1        | .275  | .373     | .412     | .785  |
| 2015     | 日本ハム  | 2     | 1     | 1     | 1     | 0     | 0        | 0        | 0        | 0     | 0     | 0     | 0        | 0     | 0     | 0     | 0     | 0     | 1     | 0        | .000  | .000     | .000     | .000  |
| 2016     | 巨人      | 3     | 7     | 5     | 0     | 1     | 0        | 0        | 0        | 1     | 0     | 0     | 0        | 0     | 0     | 1     | 0     | 1     | 3     | 1        | .200  | .429     | .200     | .629  |
| NPB：6年 | NPB：6年  | 56    | 108   | 93    | 6     | 23    | 2        | 0        | 2        | 31    | 4     | 1     | 0        | 2     | 1     | 10    | 0     | 2     | 37    | 3        | .247  | .330     | .333     | .664  |

- 横浜（横浜ベイスターズ）は、2012年にDeNA（横浜DeNAベイスターズ）に球団名を変更

### 年度別守備成績
| 年 度 | 球 団     | 外野  | 外野  | 外野  | 外野  | 外野  | 外野     | 一塁  | 一塁  | 一塁  | 一塁  | 一塁  | 一塁     |
| 年 度 | 球 団     | 試 合 | 刺 殺 | 補 殺 | 失 策 | 併 殺 | 守 備 率 | 試 合 | 刺 殺 | 補 殺 | 失 策 | 併 殺 | 守 備 率 |
| ----- | --------- | ----- | ----- | ----- | ----- | ----- | -------- | ----- | ----- | ----- | ----- | ----- | -------- |
| 2010  | 横浜 DeNA | 3     | 4     | 0     | 0     | 0     | 1.000    | -     | -     | -     | -     | -     | -        |
| 2011  | 横浜 DeNA | 9     | 14    | 0     | 0     | 0     | 1.000    | -     | -     | -     | -     | -     | -        |
| 2012  | 横浜 DeNA | 1     | 0     | 0     | 0     | 0     | ----     | -     | -     | -     | -     | -     | -        |
| 2014  | 日本ハム  | 10    | 10    | 0     | 0     | 0     | 1.000    | 16    | 85    | 8     | 0     | 2     | 1.000    |
| 2016  | 巨人      | 2     | 2     | 0     | 0     | 0     | 1.000    | -     | -     | -     | -     | -     | -        |
| 通算  | 通算      | 25    | 30    | 0     | 0     | 0     | 1.000    | 16    | 85    | 8     | 0     | 2     | 1.000    |

### 記録
- 初出場：2010年9月25日、対中日ドラゴンズ24回戦（横浜スタジアム）、3回裏に弥太郎の代打として出場
- 初打席：同上、3回裏に山本昌から三振
- 初安打：2010年9月26日、対読売ジャイアンツ22回戦（横浜スタジアム）、7回裏に越智大祐から中前安打
- 初先発出場：2010年9月30日、対阪神タイガース22回戦（阪神甲子園球場）、6番・左翼手として先発出場
- 初打点：2011年8月23日、対広島東洋カープ15回戦（MAZDA Zoom-Zoom スタジアム広島）、8回表に今村猛から中犠飛
- 初本塁打：2014年5月28日、対東京ヤクルトスワローズ1回戦（明治神宮野球場）、9回表に秋吉亮から左越ソロ
- 初盗塁：2014年6月9日、対中日ドラゴンズ4回戦（ナゴヤドーム）、2回表に二盗 （投手：ダニエル・カブレラ、捕手：松井雅人）

### 背番号
- 43 （2007年 - 2012年）
- 37 （2013年 - 2015年途中）
- 66 （2015年途中 - 2017年）

### 登場曲
- 「ガラガラ GO!!」BIGBANG（1打席目, 3打席目）（2010年）
- 「MY HEAVEN」BIGBANG（2打席目, 4打席目）（2010年）
- 「声をきかせて」BIGBANG（奇数打席）（2011年 - 2012年）
- 「TABOO」倖田來未（偶数打席）（2011年 - 2012年）
- 「絶対負けない!」エイジアエンジニア（2014年 - 2017年）
- 「Dirty Work」Austin Mahone（2017年 - ）